# ريتشارد بنسون
ريتشارد بنسون (بالإنجليزية: Richard Benson)‏ هو مصور أمريكي، ولد في 8 نوفمبر 1943 في نيوبورت في الولايات المتحدة، وتوفي في 22 يونيو 2017 في بروفيدنس في الولايات المتحدة.